# SPEED LIVE 2010〜GLOWING SUNFLOWER〜
『SPEED LIVE 2010〜GLOWING SUNFLOWER〜』（スピード・ライブ 2010 グローイング・サンフラワー）は、日本のアイドルグループであるSPEEDが、2010年に行った6度目の全国ツアーである。

## 日程・開催地
| 公演数 | 開催日        | 会場                           |
| ------ | ------------- | ------------------------------ |
| 01     | 2010年4月24日 | サンシティ越谷市民ホール       |
| 02     | 2010年4月30日 | 中京大学文化市民会館           |
| 03     | 2010年5月1日  | 中京大学文化市民会館           |
| 04     | 2010年5月4日  | 神奈川県民ホール               |
| 05     | 2010年5月5日  | 神奈川県民ホール               |
| 06     | 2010年5月8日  | 本多の森ホール                 |
| 07     | 2010年5月9日  | ホクト文化ホール               |
| 08     | 2010年5月15日 | 福岡サンパレスホテル＆ホール   |
| 09     | 2010年5月16日 | 福岡サンパレスホテル＆ホール   |
| 10     | 2010年6月5日  | 鹿児島市民文化ホール 第1ホール |
| 11     | 2010年6月6日  | 鹿児島市民文化ホール 第1ホール |
| 12     | 2010年6月12日 | 市原市市民会館                 |
| 13     | 2010年6月13日 | 市原市市民会館                 |
| 14     | 2010年6月18日 | 広島市文化交流会館             |
| 15     | 2010年6月19日 | 広島市文化交流会館             |
| 16     | 2010年6月26日 | 新潟テルサ                     |
| 17     | 2010年6月27日 | 新潟テルサ                     |
| 18     | 2010年7月3日  | 仙台サンプラザホール           |
| 19     | 2010年7月10日 | 大阪城ホール                   |
| 20     | 2010年7月11日 | 大阪城ホール                   |
| 21     | 2010年7月16日 | 日本武道館                     |

## 概要
- 前年に引き続き2年連続の全国ツアーとなった。
- 第1期時代も含めてSPEEDの全国ツアーは夏から秋にかけてのみ開催されていたが、このツアーは初めて春から夏にかけての開催となった。また、約3か月にわたって行われたこのツアーは、1998年のライブツアー『SPEED TOUR 1998 RISE』と並ぶ長期ツアーとなった。
- 全13都市での公演は最多都市数となり、初の千葉県での単独公演も行った。また、6月5日の鹿児島公演で単独ライブ公演回数100回を突破した。
- ツアータイトルは、ツアー初日3日前に発売された17枚目のシングル『ヒマワリ -Growing Sunflower-』とリンクしているが、ツアータイトルは〝GROWING=成長･発芽〟ではなく〝GLOWING=灼熱･情熱的〟と少し違っている。
- このタイトルを決めるのに6時間ミーティングしたと上原は語っていて、シングルが温かい楽曲であるのに対し、RをLに変えることで攻撃的な要素が含まれるライブにぴったりだと思い、このタイトルにしたという[1]。
- ツアー開催に合わせてアメーバブログで「SPEEDオフィシャルブログ GLOWING SUNFLOWER」（現在は閉鎖中）が開設された。
- 上記のブログではツアー来場者を対象に「つぶやき大賞」が開催された。ブログのコメント欄に30文字以内でライブの感想を書き込み（つぶやき）、ツアー終了後にメンバーが選考し、優秀賞10人に各1万円、約20万通の応募から最優秀賞1人に30万円とメンバーとのティータイム権が贈られた。
- 6月8日には、大阪公演のプロモーション活動のため、FM OSAKAのラジオ計4番組に出演し、1日ジャックした。
- このツアーでは、2003年再結成時に発売した4枚目のアルバム『BRIDGE』に収録されている曲が4曲初披露された。
- バックバンドがなく、すべてカラオケでの曲入れであった。それまでのバンドメンバーについては、水島康貴がサウンドアレンジを一部手がけた程度の関与にとどまっていた。水島本人はこの事について「バンドが仕分けされてしまった」と本人のtwitterにて嘆いていた。
- 『ドラえもん　のび太の宇宙漂流記』の主題歌になっていた「季節がいく時」や「蒼いリグレット」（3枚目のアルバム『Carry On my way』収録）などが初披露となった。「季節がいく時」は、『ミュージックステーション』に出演した際に披露したことがあるが、ライブでの披露は初めてであった。
- 前回のライブツアー『FamilyMart presents SPEED LIVE 2009 -Welcome to SPEEDLAND-』同様、ダブルアンコールがあり、2001年の1夜限定復活した際のシングル「One More Dream」が9年ぶりの披露となった。
- 2010年8月5日には、デビュー日にあわせてWOWOWで大阪城ホール公演の模様の一部とラジオ風質問コーナーを交えたものが1時間半放送された。
- 2010年11月24日には大阪城ホール公演の模様（MCを含む全編）とドキュメンタリーが収録された6作目のライブビデオ『GLOWING SUNFLOWER SPEED LIVE 2010@大阪城ホール』が発売された。

## セットリスト
1. Bridge to Heaven ※
  - 4thアルバム『BRIDGE』収録曲。
2. Still Blowing ※
  - 4thアルバム『BRIDGE』収録曲。
3. S.P.D.
  - 16thシングル。
4. Body & Soul
  - 1stシングル。
5. Breakin' out to the morning
  - 10thシングル。
6. DANCE MEDLEY（I'll Be All Right～蒼いリグレット ※～熱帯夜～Need Your Hands,Tonight ※）
  - 順に、2ndアルバム『RISE』、3rdアルバム『Carry On my way』、4thシングル『Wake Me Up!』、4thアルバム『BRIDGE』収録曲。
  - メドレーでの披露であり、「熱帯夜」は椅子を使った演出で披露された。
7. April~Theme of “Dear Friends”（大阪公演のみ） ※
  - ベストアルバム『SPEED THE MEMORIAL BEST 1335days Dear Friends 2』収録曲。
  - 上記のFM OSAKAを1日ジャックした際に、リスナーから「大阪公演で披露して欲しい曲」を募集したところ、この曲が1位となったためそれに応えるという形で大阪公演でのみこの曲が披露された。
8. my graduation
  - 6thシングル。
  - この曲はアンコール直前もしくはアンコールで歌われるのが通例であったが、今回のツアーでは中盤に披露という珍しい形となった。
9. ALIVE
  - 7thシングル。
10. 華 ※
  - 4thアルバム『BRIDGE』収録曲。
11. White Love
  - 5thシングル。
12. Confusion
  - 3rdアルバム『Carry On my way』収録曲。
  - 振り付けは事務所の後輩である三浦大知が担当した。
13. ALL MY TRUE LOVE
  - 8thシングル。
14. STEADY
  - 2ndシングル。
15. 季節がいく時 ※
  - 9thシングル『Precious Time』収録曲。
  - この曲の披露中にバックスクリーンに映し出されていた映像は、翌年に発売された4thPV集『BIBLE -SPEED BEST CLIPS-』で映像化された。
16. ヒマワリ -Growing Sunflower- ※
  - 17thシングル。
17. Wake Me Up!
  - 4thシングル。

アンコール
1. Go! Go! Heaven
  - 3rdシングル。
2. I Remember（初日-仙台公演）
  - 1stシングル『Body & Soul』収録曲。
  - 大阪公演からはこの曲の代わりに新曲「指環」が披露されるという形となり、大阪公演では披露されなかったが最終日の日本武道館公演では「One More Dream」の後のトリプルアンコールとして披露された。
3. 指環（大阪公演-最終日） ※
  - 18thシングル。当時は発売前だったがアリーナ公演でのみ先行披露された。

ダブルアンコール
1. One More Dream
  - 12thシングル。（2001年、1夜限りの復活をした際のシングル）

トリプルアンコール
1. I Remember（最終日のみ）

（全19曲・大阪公演からは20曲）
| ※：単独ライブ初披露曲 |

## 参加メンバー
ミュージック・プロデューサー
- 伊秩弘将

## 出来事
- 5月4日に、上原が上記のオフィシャルブログでライブ参加者から質問を募集し、公演中に答えるという提案をし、その日の神奈川公演から公演中のMCで質問に答えた。
- 福岡公演まではメンバーそれぞれツアーTシャツの色が固定されていたが、鹿児島公演からはTシャツの色をあみだくじで決めていた。
- 6月5日の鹿児島公演では、SPEEDの大ファンだというウエンツ瑛士がプライベートで観に来ていて、ステージ上で挨拶をした。また、この日の公演時間はSPEED最長となる2時間43分を記録した[2]。
- 7月10日の大阪公演では、9月1日に18枚目のシングル『指環』を発売することが発表され、初披露した。事務所の後輩である三浦大知が駆けつけ、ステージ上で挨拶をした。